# شهرستان تایجیانگ
شهرستان تایجیانگ (به لاتین: Taijiang County) یک شهرستان‌های جمهوری خلق چین در چین است که در کیاندونگنان واقع شده‌است.